# Jacques Magaud
Jacques Magaud, né en 1940, est un démographe français.
Professeur de démographie à l'Université Lyon 2 (en 1988), il est auparavant directeur de la Maison franco-japonaise de 1979 à 1981, et plus tard directeur de l'INED de 1992 à 1995.

## Publications
- La vision d'une administration éclairée, rationnelle et centraliste : une reconstruction logique ? Revue française des affaires sociales, no 4, 2001, pp. 91-96.
- La main et le gant : retour sur la pensée économique d'Alfred Sauvy, Population, vol. 47, no 6, 1992, pp. 1567-1574
- Le rang de naissance dans les phénomènes démographiques (avec Henry Louis), Population, 23e année, no 5, 1968. pp. 879-920.
- Équivalent travail d'une production. Nouvelle méthode de calcul et de prévision, Population, 22e année, no 2, 1967. pp. 193-238.
- La situation du logement français Population, 21e année, no 3, 1966. pp. 523-540.